# نواة إنتل

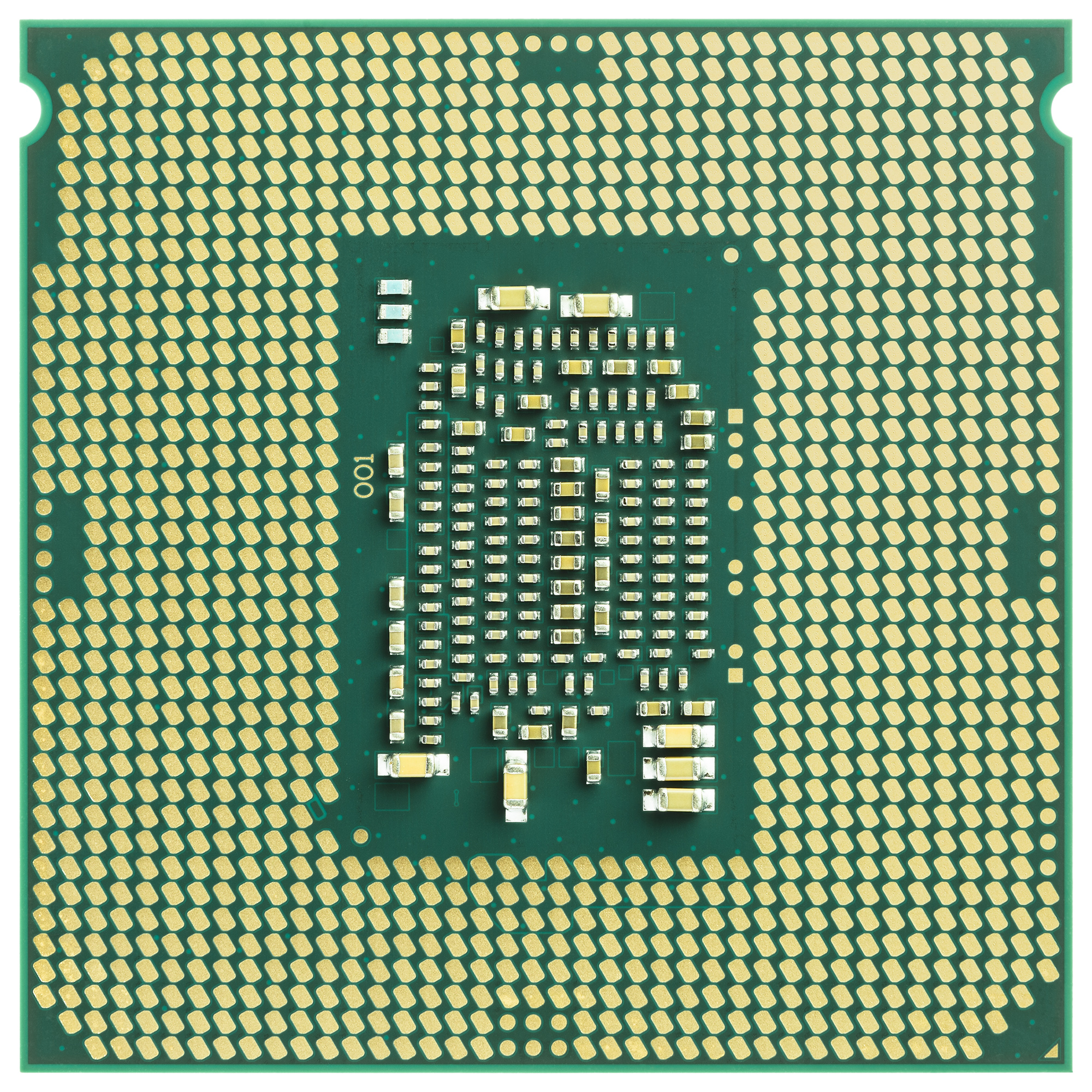
صورة من الأسفل لوحدة معالجة مركزية طراز LGA1151

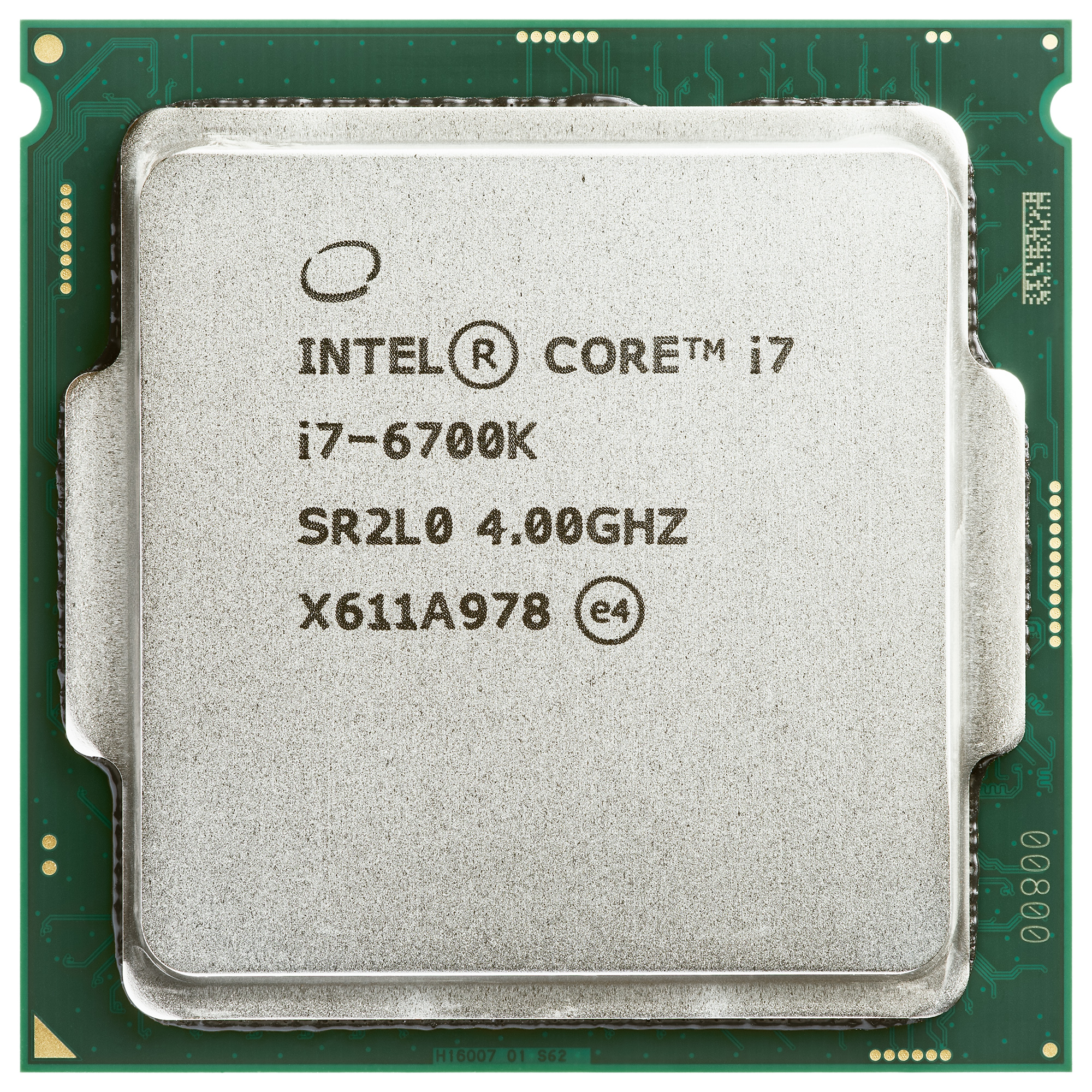
صورة من الأعلى لنواة إنتل i7-6700K

نواة إنتل أو إنتل كور هي وحدات معالجة مركزية (معالجات) سوقتها شركة إنتل، وتجاوزت بها معالجات بنتيوم المتوسطة إلى الراقية في ذلك الوقت، واضعة إياها في منزلة بدائية، كما تخطت معالجات سيليرون مخلفة إياها صغيرة القيمة. وتباعها إصدارات مطابقة لها أو أكثر قدرة منها في شكل معالجات زيون المستخدمة في الخوادم ومحطات العمل الكبيرة.
تضمنت تشكيلة معالجات نواة إنتل (إنتل كور) الأساسية اعتبار من يونيو 2017 كل من إنتل كور آى 3، إنتل كور آى 5، إنتل كور آى 7 وإنتل كور آى 9 بالإضافة إلى إصدارات وحدات المعالجة المركزية إنتل كور إكس.
بحلول أوائل عام 2018 أطلقت بعض التقارير الإخبارية عبارات مثل «ميلتداون» و«سبيكتر» على عيوب أمنية موجودة «في جميع معالجات إنتل تقريبا [المصنوعة في العقدين الماضيين] والتي تتطلب إصلاحات ضمن الويندوز، الماك واللينكس». كما أثرت هذه العيوب على الخوادم السحابية، ولم تعلق إنتل تعلق على هذه المسألة في ذلك الوقت. ووفقا لتقرير صحيفة نيويورك تايمز فإنه «ليس هناك حل سهل لهذا السبيكتر... أما بالنسبة للميلتداون فإن الباتش المطلوب لإصلاح المشكلة قد يبطئ من عمل أجهزة الكمبيوتر بنسبة تصل إلى 30 بالمائة».
في منتصف عام 2018 وُجد أن غالبية معالجات نواة إنتل تعاني من خلل أمني (ثغرة فورشادو) مما يقوض من ميزة برامج الحماية الملحقة بالمعالج.

## الخطوط العريضة
على الرغم مما وعدت به ماركة نواة إنتل بأن لا يكون هناك ثبات أو تواصل داخلي في إصدارات المعالجات، إلا أن المعالجات المنتمية لهذه العائلة كانت في معظمها متماثلة بشكل عام.
كانت أول المنتجات التي حصلت على هذا الاسم المميز هي معالجات نواة سولو، نواة ديو يوناه المستخدمة في الجوالات هي أصلا معالجات من شجرة تصميم بينتيوم إم، ولُفق حجمها إلى 65 نانومتر وسُوقت في يناير 2006. وكانت هذه المنتجات مختلفة إلى حد كبير في التصميم عن بقية منتجات نواة إنتل، حيث أنها كانت مشتقتة من سلالة بنتيوم برو التي سبقت بنتيوم 4.